# Екатерининская церковь (Московский кремль)
Церковь Великомученицы Екатерины, что у Государыни царицы на сенях, Екатерининская церковь — домовая церковь во имя святой великомученицы Екатерины,  входящая в комплекс Большого Кремлёвского дворца. См. Домовые церкви Теремного дворца.
Церковь главным образом предназначалась для богослужения царевен, но богослужения часто совершались также в присутствии царя и царицы. В дни храмовых праздников здесь часто совершали службу патриархи со священниками и диаконами церквей и монастырей Московского Кремля. Царица Евдокия Лукьяновна Стрешнева, почитающая преподобного Онуфрия, в честь которого был устроен придел в Екатерининской церкви и который прославлен помощью и спасением от скоропостижной смерти, очень часто приобщала здесь своих детей Святых Христовых Тайн. Царь Алексей Михайлович, получивший в 1658 году откровения во сне о рождении у него дочери, которую назвал Екатериною, в силу данного обстоятельства, также имел особенное усердие в посещении церкви. В ней были крещены его дочери: Мария — 19 февраля 1660 года, Феодосия — 10 июня 1662 года, и царевич Симеон — 22 апреля 1665 года.

## История
Традиция возведения храмов в честь святой Екатерины имела давнюю историю на Руси: первая Новгородская летопись содержала сведения о пожаре 16 июля 1311 года, в котором были уничтожены огнём семь деревянных церквей, в том числе храм святой Екатерины. Восприятие святой, как покровительницы московского великокняжеского дома, открыло новый этап в её почитании на Руси: письменные источники содержат сведения о существовании в церквях престолов во имя святой на рубеже XV—XIV веков в Великом Новгороде и Можайске.
Дворцовая церковь во имя святой Екатерины относится к древнейшим храмам Московского Кремля. Первоначально церковь была отстроена в дереве в 1536 году и освящена 8 января 1537 года. Возводили храм вероятно по указанию Елены Васильевны Глинской. Вероятно, тогда же к ней был перенесён от Рождественской церкви придел во имя преподобного Онуфрия. 
Во время пожара 1626 года деревянный храм сгорел. В 1627 году архитектор Джон Талер возвёл на том же месте новый каменный храм, освящение которого состоялось 1 ноября 1628 года. По указу царя Михаила Фёдоровича зодчий получил вознаграждение: «…десять аршин камки, четыре аршина сукна аглинского, по тридцати алтын аршин, сорок соболей, а пожаловал Государь его за церковное дело, что он… делал Церковь у Царицы и Великие Княгини Евдокии Лукьяновны на сенях, во имя Екатерины, Христовой Мученицы».
В середине XVII столетия, при работах по возведению над зданием храма церкви святой преподобномученицы Евдокии (позже — Воскресения Словущего), церковь святой Екатерины была перестроена. В ходе натурных исследований в 1990-х годах было установлено, что первоначальный объём храма не сохранился: церковь Джона Талера была полностью перестроена от основания. После перестройки церковь была обстроена с севера и запада галереями с открытыми аркадами. В 1680-х годах под руководством Осипа Старцева была осуществлена крупная перестройка всего комплекса Верхоспасского собора, в который входила и церковь Екатерины.

## Архитектура
Церковь располагалась с одной стороны возле меньшей царицыной Золотой палаты, а с другой — в смежности с Ризположенскою патриаршею церковью, с которой соединялась лестницей и темным переходом. Длина церкви вместе с алтарём  и трапезной равнялась 10,5 сажень, а поперёк 3 сажени. В ней было 9 окон, высотою 3,5 аршина и шириной без четверти по 2 аршина, с железными решётками и слюдяными окончиками. Имелось 3 столярных двери, в том числе 2 двери высотою по 3 аршина с четвертью, а шириною по 2 аршина и третья дверь высотой 3 аршина и шириною 2,5 аршина. Пол в церкви дубовый, косящетный.
Алтарь, церковь и трапезная были покрыты левкасом. Около клиросов железные решётки. Возле церкви находилась настланная лещиной паперть, длиною 23 сажени, а поперёк 4 аршина, с перилами.
Возобновление иконостаса церкви, впервые после её устройства, произошло в 1664 году, когда по указу царицы Марии Ильиничны Милославской, от 11 марта, велено было вновь написать Екатерининской церкви деисусы, праздники, пророков и  праотцов "против тово переводу, как деисусы написаны в Успенском соборе, самым добрым письмом". При измерении иконостаса выяснилось, что длина одного деисуса была 1 аршин, а ширина пол аршина. Возле этого деисуса с правой стороны было 9 икон, а с левой — 8 икон. Длина другого деисуса с праздниками равнялась аршину без четверти, а ширина пол десятка вершка. По правую сторону находилось 6 окон, о по левую — 7 окон. Размер третьего деисуса, был такой же, как у второго. Измерение иконостаса производил иконник Симон Ушаков и дворцовый плотник Осип Иванов, а надсматривать за работами поручили Ивану Алексееву. Работы по возобновлению росписи иконостаса производили 9 мастеров, которые писали деисусы, под наблюдением Ушакова. Царь Фёдор Алексеевич занявшийся реставрацией других церквей, немного сделал для Екатерининской церкви, вероятно, что она особенно не нуждалась в этой реставрации. При нём велено лишь "к образу Иверской Божией Матери на деревянном киоте с лица, ниже подписи и по столбцам написать образы Живоначальной Троицы, 12 праздников и разных святых".
Существенная реставрация внутреннего убранства храма производилась в 1687 году, когда 06 сентября велено было сделать стась (христианский крест в Византии) столярный резной с флемованными дорожниками и вызолотить сусальным золотом и написать апостольские, праздничные, пророческие и праотцовские иконы. Иконописцам, так же велено написать образа святого Благовещения, Архангела Гавриила и евангелистов, во фрамуги — Тайную Вечерю на меди, а также позолотить северную и южную двери. В эту же реставрацию написаны иконы: святителю Николая Чудотворцу, преподобного Сергия Радонежского, святого митрополита Алексея, преподобного Варлаама Хутынского и мученицы Ирины. Сделано два столярных, расписанных красками, клироса, две ризницы, 2 шкафа с 3 ящиками, 6 анолоев, шкаф большой с 14 ящиками и расписан живописным письмом. Работы продолжались и в 1688 году, когда в трапезной был устроен резной золочёный иконостас, написан запрестольный крест, сделаны резные клиросы. К старому образу великомученницы Екатерины сделан позолоченный киот. В этом же году к Пасхе иконостасы, иконы, стенное и живописное письмо вычищено и вымыто мастерами из Оружейной палаты. К Распятию живописцами Лукою Емельяновым и Григорием Одольским живописным письмом написаны на атласе образ Пресвятой Богородицы и апостола Иоанна Богослова, поставлено 3 кленовых креста. Новое освящение церкви состоялось 01 апреля 1688 года, патриархом Иоакимом, по какому случаю ходил к нему от Государей со столом стольник Василий Семёнович Толочанов.

### Церковь в 1720 году
По сохранившейся описи можно составить представление о внутреннем украшении храма: иконостас деревянный, золочёный. В нижнем ярусе, с правой стороны, в числе местных икон были образа Спасителя в среброзолоченом венце с финифтью, а святая великомученница Екатерина  — в среброзолоченом венце, в золотой с драгоценными камнями короне. По левую сторону царских врат — образ Пресвятой Богородицы с Предвечным Младенцем, в сребровызолоченном венце и образ преподобномученицы Евдокии, в сребровызолоченном венце. Царские врата были гладкие, позолоченные, с 6 резными иконами. Над ними образ Всемилостивого Спаса, сидящего на престоле, с предстоящими Богородицей и святым Иоанном Предтечей. По правую сторону Спасителя — архангел Гавриил и 6 апостолов, а по левую — архангел Михаил и другие 6 апостолов. Над царскими дверями и над местными иконами было 7 образов двунадесятых праздников на круглых, медных досках. В верхнем ярусе, над образом Спаса находилось резное распятие. Над престолом была устроена резная, позолоченная сень столярная. По сторонам престола подвешены тафтяные занавески зелёного цвета, а на царских дверях завеса рудожёлтая, тафтяная.
В трапезной, где прежде до 1654 года находился предел преподобного Онуфрия, иконостас деревянный, со столбами, украшенные резьбою. Против царских ворот были устроены перегородки с дверкою и на них подвешено 4 тафтяных занавеса на железных прутках. К стенам, где во время службы стояли Государыни царицы, было сделано по 2 привеса атласных, дымчатых, стёганных на бумаге, длиною по 2 аршина, а шириною в аршин, подложенных тафтою и с 2 медными кольцами.
Из предметов церковной ризницы было примечательно: большое печатаное напрестольное евангелие на александровской бумаге. На позолоту серебряных чеканных евангелистов, в 1624 году мастере Третьяку Пестрикову из собственной казны царя Михаила Фёдоровича дано полчетверти золотых угорских. Среброзолочёный крест с 15 мощами — по сторонам Распятия лики святой Марфы и Марии, Иоанна Богослова и Логгина Сотника. На рукояти креста надпись: "повелением великих государей и великого князя Ивана и Петра Алексеевичей и государыни и великой княжны Софии Алексеевны ..... делан сей животворящий крест Господен в церковь великомученицы Екатерины, что у них великих государей вверху". Плащаниц было две: одна написана по лазоревому атласу, с червчатым атласом кругом, а другая — греческой работы, шитая золотом, с серебром по червчатому атласу. В течение XVII века в Екатерининскую церковь было сделано немало облачений священослужителей.
Во время пожара 1737 года погорели внутри собора все образа, кроме трёх местных икон: Боголюбской Богоматери, святого Николая Чудотворца и Сретения Господне, а также царских врат.